# Planet E Communications
Planet E Communications es un sello independiente de música electrónica que nació en 1991 en Detroit, Míchigan. El sello fue creado por el DJ y productor Carl Craig. A partir del deseo de Craig de tener independencia creativa de la industria musical, Planet E ha conseguido convertirse en uno de los sellos más creativos de la escena techno.[cita requerida]

## Discografía
- 69 - 4 Jazz Funk Classics
- Various - A.R.T. Compilation
- Piece - Free Your Mind
- Florence / Wladimir M - Eevolute
- Various - Intergalactic Beats
- Shop / Innerzone Orchestra - Untitled
- 69 - Sound On Sound
- Quadrant - Infinition
- Connection Machine - Bitflower
- Paperclip People - Throw / Remake (Basic Reshape)
- Various - Elements Of And Experiments With Sound
- Flexitone - Nausicaä
- 69 - Lite Music
- Clark - Lofthouse
- Flexitone - Rotoreliefs EP
- Gemini - A Moment Of Insanity
- 4th Wave - Touched
- Designer Music - Remix Vol. 1
- Fusion - Never Forget It
- Paperclip People - The Secret Tapes Of Dr. Eich
- Psyche / BFC - Elements 1989-1990
- Innerzone Orchestra - Bug In The Bass Bin
- Piece - Free Your Mind [Past] / Free Your Soul [Future]
- Paperclip People - Floor
- Paperclip People - Steam
- Carl Craig - More Songs About Food And Revolutionary Art
- Moodymann - Dem Young Sconies / Bosconi
- Moodymann - Silentintroduction
- Kevin Saunderson - Faces & Phases - The Saunderson Collection
- Chaz Vincent - Dream Zenith
- Recloose - So This Is The Dining Room
- Common Factor - Common Factor EP
- Moodymann - Sunday Morning
- Paperclip People - 4 My Peepz
- E-Dancer - Heavenly
- Common Factor - Expanded EP
- Alton Miller - EP
- Common Factor - Dreams Of Elsewhere
- Jason Hogans - Peter And The Rooster EP
- Various - Intergalactic Beats
- Paperclip People - 4 My Peepz
- Jason Hogans - Peter And The Rooster EP
- Common Factor - Pisces Groove
- Innerzone Orchestra - Programmed
- Recloose - Spelunking EP
- Paperclip People - Throw / Remake (Basic Reshape)
- Various Geology - A Subjective History Of Planet E - Volume One
- Innerzone Orchestra Featuring Paul Randolph - People Make The World Go Round
- Recloose - Can't Take It
- Common Factor + John Redmond - Fascination / World Is Mine
- Innerzone Orchestra - People Make The World Go Round 2
- Agent-X - In The Morning EP
- Designer Music - Problemz / The Truth
- Carl Craig - Designer Music V1
- Ibex - Oasis
- Recloose - Can't Take It (Remixes)
- Various - Geology - A Subjective Study Of Planet E - Volume Two
- Ibex - Macamba
- Various - 2000 Black: The Good Good
- Carl Craig - The Climax
- Various - All Access To Detroit's Music Festivals
- Paperclip People - Clear And Present / Tweakityourself
- Newworldaquarium - Tresspassers / NY
- Recloose - Ain't Changin'
- Recloose - Cardiology
- Todd Sines + Natacha Labelle - Overlap
- Todd Sines + Natacha Labelle - Overlap: C² Mixes
- Carl Craig - A Wonderful Life / As Time Goes By
- Urban Tribe - Covert Action / Low Berth
- Recloose - Cardiology
- Detroit Experiment - The Detroit Experiment
- Niko Marks - Chune / Truly Something
- Tres Demented - Demented
- Designer Music - Good Girls
- Carl Craig - Just Another Day
- 69 - Sound On Sound
- Paperclip People - Throw / The Climax
- Psyche - Elements / Neurotic Behavior
- 69 - 4 Jazz Funk Classics
- Naomi Daniel - Feel The Fire / Stars
- Paperclip People 4 My Peeps
- Carl Craig - Sparkle / Home Entertainment
- Carl Craig - Darkness (Radioslave Re-edit)
- Carl Craig - The Album Formerly Known As...
- Carl Craig - Darkness / Angel
- 69 - Pungtang
- Tres Demented - Shez Satan
- Ican - A Quien
- Martin Buttrich - Full Clip / Programmer
- Vince Watson - Renaissance / Rendezvous
- Carl Craig - From The Vault: Planet E Classics Collection Vol. 1
- Carl Craig - Just Another Day
- Lazy Fat People - Pixelgirl EP
- Carl Craig - Paris Live
- Kevin Saunderson - History Elevate 1
- Attias - Analysis
- Tribe - Livin' In A New Day
- Kevin Saunderson - History Elevate 2
- Sebastien San - Rising Sun
- Tribes - Vibes From The Tribe
- Martin Buttrich - Stoned Autopilot
- Jona - Altiplano
- Kenny Larkin - You Are...
- Ican - Pa' Mi Gente / Chiclet's Theme
- Kenny Larkin - Keys, Strings, Tambourines

Nota: los ítems en negrita son producciones de Carl Craig o discos que contienen música de Carl Craig.